# Kostaryka na Mistrzostwach Świata w Lekkoatletyce 2017
Kostaryka na Mistrzostwach Świata w Lekkoatletyce 2017 – reprezentacja Kostaryki podczas mistrzostw świata w Londynie. Reprezentacja liczyła jednego zawodnika, który nie zdobył medalu.

## Rezultaty
| Zawodnik    | Konkurencja        | Eliminacje | Eliminacje | Półfinał | Półfinał | Finał    | Finał   |
| Zawodnik    | Konkurencja        | Rezultat   | Pozycja    | Rezultat | Pozycja  | Rezultat | Pozycja |
| ----------- | ------------------ | ---------- | ---------- | -------- | -------- | -------- | ------- |
| Nery Brenes | Bieg na 400 metrów | DSQ        | DSQ        | NQ       | NQ       | NQ       | NQ      |